# Toxoneuron giganteum
Toxoneuron giganteum är en stekelart som beskrevs av Maritza Mercado 2003. Toxoneuron giganteum ingår i släktet Toxoneuron och familjen bracksteklar. Inga underarter finns listade i Catalogue of Life.